# 马达夫辛·索兰基
马达夫辛·索兰基（1927年7月30日—2021年1月9日），印度政治人物，曾任外交部长、古吉拉特邦首席部长。

## 生平
1957年至1960年，担任孟买州立法会议议员。1960年至1968年，担任古吉拉特邦议会议员。
1976年至1977年，担任古吉拉特邦首席部长。1980年再度任职，1981年提出了低种姓名额保留制度，提高在政府部门工作以及在大学就读的社会最低阶层的人数限额。1985年初，反对和支持该制度的两大势力开始发生暴力冲突，造成邦政府不能工作，教学工作停顿，工农业生产受到破坏。1985年7月6日，索兰基提出辞职。
1988年6月至1989年，担任计划联盟部长。1991年6月至1992年3月，担任外交部长。1991年11月访问苏联，与戈尔巴乔夫会见。
1988年和1994年，两次当选印度联邦院议员。2021年1月9日逝世。